# Dicranoweisia alpina
Dicranoweisia alpina är en bladmossart som beskrevs av Jean Édouard Gabriel Narcisse Paris 1896. Dicranoweisia alpina ingår i släktet snurrmossor, och familjen Dicranaceae. Inga underarter finns listade i Catalogue of Life.